# 신호범
신호범(慎昊範, 영문명 Paull Shin, 1935년 9월 27일 ~ 2021년 4월 12일)은 한국계 미국인으로는 처음으로 주 상원의원에 당선된 정치인이자 교수이다. 동양인으로는 최초로 워싱턴주 상원에 당선되었다. 민주당 하원의원을 거쳐 1998년부터 워싱턴주 상원 부의장으로 활동하고 있다. 그는 또한 고등교육위원회, 농촌경제발전위원회, 경제발전 무역혁신 위원회 및 국제관계 분과위원회를 이끌고 있다.

## 소개
1935년 경기도 파주에서 태어난 신호범은 4살 때 고아가 되었다. 실제로 서울 길거리에서 동냥을 하고 다니던 그는 1950년 한국전쟁이 일어나면서 미국 육군 부대에서 잡일꾼으로 일하게 된다. 1954년, 레이 폴(Ray Paull)이라는 미국인 치과의사에게 입양되면서 유타주 솔트레이크시티로 이민을 가게 된다. 한국에서 초등학교를 졸업하지도 못하여 영어를 하지 못했음에도 불구하고, 1년 4개월만에 미국의 대입 검정고시인 GED를 통과한 그는 "저는 매일 밤 세 시간만 자면서 영어 사전을 외우려고 노력했습니다. 저의 새로운 아버지와 가족은 모두 제가 열심히 할 수 있도록 저를 북돋아주고 믿어주었습니다."라고 말했다. 그 후, 1962년 프로보에 위치한 브리검영 대학교에서 정치학 학사를, 64년 피츠버그 대학교에서 공공국제학 석사를, 그리고 73년 워싱턴 대학교에서 또 다른 석사학위와 박사학위를 취득하였다.

## 경력

### 대학 교수
메릴랜드 대학교 하와이 캠퍼스, 브리검영 대학교-하와이와 쇼어라인 컬리지에서 역사학 교수로 일하였다.

### 정계
1992년 워싱턴주 하원의원으로 당선된 후, 1994년에는 상원의원 직에, 96년에는 워싱턴주 부지사(Lieutenant Governor)에 입후보 하였지만, 경쟁 상대와의 아주 적은 표차로 인해 낙선 하였다. "이런 곳에서 이기려면 개인적으로 인사를 하겠다"라고 생각한 그는 선거 지역 인구인 29,000 가구(32만명) 집 문을 모두 두드렸다. 그의 열정과 성의에 워싱턴 주민들은 감동하였고, 그 결과 4선 의원을 상대로 의원 직에 당선된다. 2006년, 그는 미국 정치 역사상 유례없는 무투표 99.7%로 당선되었다.

## 가족
아내 도나(Donna)씨와 슬하에 두 자녀와 다섯 명의 손자가 있다. 직계 동생으로는 현재 미국 씨애틀 벨뷰에 거주 중인 신찬순 님이 있다.

## 역대 선거 결과
| 선거명      | 직책명                         | 대수 | 정당   | 득표율  | 득표수   | 결과 | 당락               |
| ----------- | ------------------------------ | ---- | ------ | ------- | -------- | ---- | ------------------ |
| 1992년 선거 | 하원의원 (워싱턴 제21-2선거구) | 52대 | 민주당 | 49.84%  | 23,175표 | 1위  | 워싱턴 주의원 당선 |
| 1998년 선거 | 상원의원 (워싱턴 제21선거구)   | 55대 | 민주당 | 55.26%  | 21,888표 | 1위  | 워싱턴 주의원 당선 |
| 2002년 선거 | 상원의원 (워싱턴 제21선거구)   | 57대 | 민주당 | 62.07%  | 19,273표 | 1위  | 워싱턴 주의원 당선 |
| 2006년 선거 | 상원의원 (워싱턴 제21선거구)   | 59대 | 민주당 | 100.00% | 30,132표 | 1위  | 워싱턴 주의원 당선 |
| 2010년 선거 | 상원의원 (워싱턴 제21선거구)   | 61대 | 민주당 | 63.26%  | 30,369표 | 1위  | 워싱턴 주의원 당선 |